# Roland Cadet
Roland Cadet, né le 31 mai 1909 à Mézières (Ardennes) et mort le 1er juin 2003 à Paris, est un haut fonctionnaire français. Il a été membre du Conseil d'État.

## Famille
Roland Cadet est issu d'une famille originaire de Sézanne-en-Brie, installée dès la seconde moitié du XVIIe siècle à l'île de La Réunion. Son ancêtre Pierre Cadet aurait, selon un grand nombre d'historiens, créé la ville de Saint-Pierre, actuelle sous-préfecture de l'île.
Il est le fils du général Roland Cadet, Grand officier de la Légion d'honneur. Marié à Nicole Teissier-Ricard, il est le père de trois enfants : Corinne (1940-2007), Pierre et Marie (1954-2016).

## Biographie
Roland Cadet, dans son enfance, est très marqué par la guerre de 1914-1918 à laquelle son père participait et où il fut grièvement blessé ; mais aussi par l’arrivée de ses grands-parents maternels qui fuyant les Ardennes, occupées par les Allemands, s’étaient réfugiés chez eux à Montauban.
Il fait ses études secondaires à Montauban et universitaires à Toulouse où il obtient une licence de droit. Il va ensuite à Paris pour suivre les cours de l’École libre des sciences politiques. Il prépare le concours d’entrée au Conseil d’État où il est reçu en 1931 à l’âge de 22 ans.
Il intègre, en janvier 1932, le Conseil d'État comme auditeur.
Pendant la période d’avant guerre, Roland Cadet occupe divers postes dans des cabinets ministériels. De 1935 à 1938, il est chef adjoint du cabinet du ministre des Travaux Publics (Laurent Eynac);de 1938 à 1939, chef adjoint du cabinet du ministre de la Justice (Paul Marchandeau); et enfin, de 1939 à 1940, directeur du cabinet du ministre du Travail (Charles Pomaret).
Dès la déclaration de guerre de la France à l’Allemagne, le 3 septembre 1939, il s’engage dans l’armée de l’Air. À l'armistice, le 22 juin 1940, il réintègre le Conseil d’État qui s'est installé en zone libre à Royat. En 1942, il est nommé Maître des Requêtes au Conseil d’État et accepte le poste de conseiller juridique du Protectorat de la France au Maroc que lui propose le Garde des Sceaux.
Après le débarquement Allié en Afrique du Nord, le 8 novembre 1942, Roland Cadet s’engage, en juin 1943, au 1er régiment de Chasseurs d'Afrique, régiment de chars de la 5e division blindée où il est nommé lieutenant. Il débarque en Provence avec son régiment, en août 1944, à La Croix-Valmer. Il assure aussi les fonctions d’attaché au cabinet civil du général Jean de Lattre de Tassigny, commandant en chef de la Première armée française, Cité à l’ordre de l’armée lors d'opérations en Alsace et en Allemagne, il est fait en 1947 Chevalier de la Légion d'honneur à titre militaire; cette nomination comportant l'attribution de la Croix de guerre avec palme.
La paix revenue, il est nommé en 1946 directeur au ministère de la Reconstruction et de l'Urbanisme Il y restera dix ans. En 1947, il est directeur, adjoint au Commissaire général aux Dommages de guerre, et en 1948 directeur des Dommages de guerre. C'est une époque où la France se reconstruit après des années de guerre et où l'instabilité ministérielle, inhérente à la quatrième République, fait se succéder pas moins de huit ministres pendant cette période. En 1956, il est nommé directeur général honoraire des dommages de guerre
Au cours de l’année 1956, Roland Cadet est nommé conseiller d’État et chargé de présider le Comité consultatif national pour l'expansion de l'industrie aéronautique française. Avec ce comité, il présente à l'étranger les grandes réalisations de l'industrie aéronautique française, notamment la Caravelle, le Super Mystère et le Mirage III.
Ayant réintégré le Conseil d’État en 1958, il devient, en 1963, président de la deuxième sous-section de la section du contentieux du Conseil d’État; et, en 1969 président de la Commission du Rapport et des Études du Conseil d’État; commission dont un rapport sera à l'origine de la création de la Commission Nationale de l'Informatique et des libertés (CNIL).
Parallèlement à ses activités au Conseil d’État, Roland Cadet préside – André Malraux étant ministre des Affaires culturelles – la Caisse nationale des monuments historiques et des sites (1965-1969) ; puis – Michel Debré étant ministre de la Défense nationale – la Caisse nationale militaire de sécurité sociale (1971-1980). C’est à ce poste qu’il crée l’association Jean Lachenaud.
Pendant la même période, plusieurs missions lui sont confiées : vice-président de la délégation française à la conférence d'Évian (1961) et président de la Commission de recensement du référendum de la Côte française des Somalis; référendum qui aboutira à l'indépendance de Djibouti (1967).
En 1978, il prend sa retraite comme Conseiller d’État honoraire et siège comme commissaire à la Commission nationale de l'informatique et des libertés (CNIL) (1979-1989).
Il meurt à Paris, le 1er juin 2003. La messe de funérailles est célébrée en la cathédrale Saint-Louis-des-Invalides. Il est inhumé au cimetière de Passy (division 10).

## Décorations
- Grand officier de la Légion d'honneur[19]
- Croix de guerre avec palme (1939-1944).
- Médaille de l'aéronautique.
- Grand officier des ordres nationaux du Maroc et de la Tunisie.
- Commandeur de l'ordre d'Orange-Nassau (Pays-Bas)[20].
- Officier de l'ordre de Léopold (Belgique)[21].
- Officier de l'ordre de la Couronne de Chêne (Luxembourg).